# グエン・ティ・ザン
グエン・ティ・ザン（ベトナム語: Nguyễn Thị Giang、1993年11月22日 - ）は、ベトナム出身のYouTuberであり女優。日本在住で、YouTubeチャンネル「ザンちゃんねる」を運営し、ベトナムと日本の文化交流や日常生活に関するコンテンツを発信している。また、映画『ナマズのいた夏』ではリン役を演じている。

## 概略
グエン・ティ・ザンは、ベトナムで生まれ育ち、後に日本に移住。2016年に来日。2019年に日本語能力試験（JLPT）1級（N1）を取得。2021年にYouTubeチャンネル「ザンちゃんねる」を開始。You TubeやSNSを通じて、ベトナムと日本の文化や生活に関する情報を発信している。日本人男性と結婚し、1児の母である。2024年5月には、ベトナムの両親を初めて日本に招待し、その様子をYouTubeで公開した。2025年2月8日公開の映画『ナマズのいた夏』では、ベトナム人技能実習生のリン役を演じた。

## 出演作品
- 『ナマズのいた夏』（2025年） - リン役[1]